# Mergar

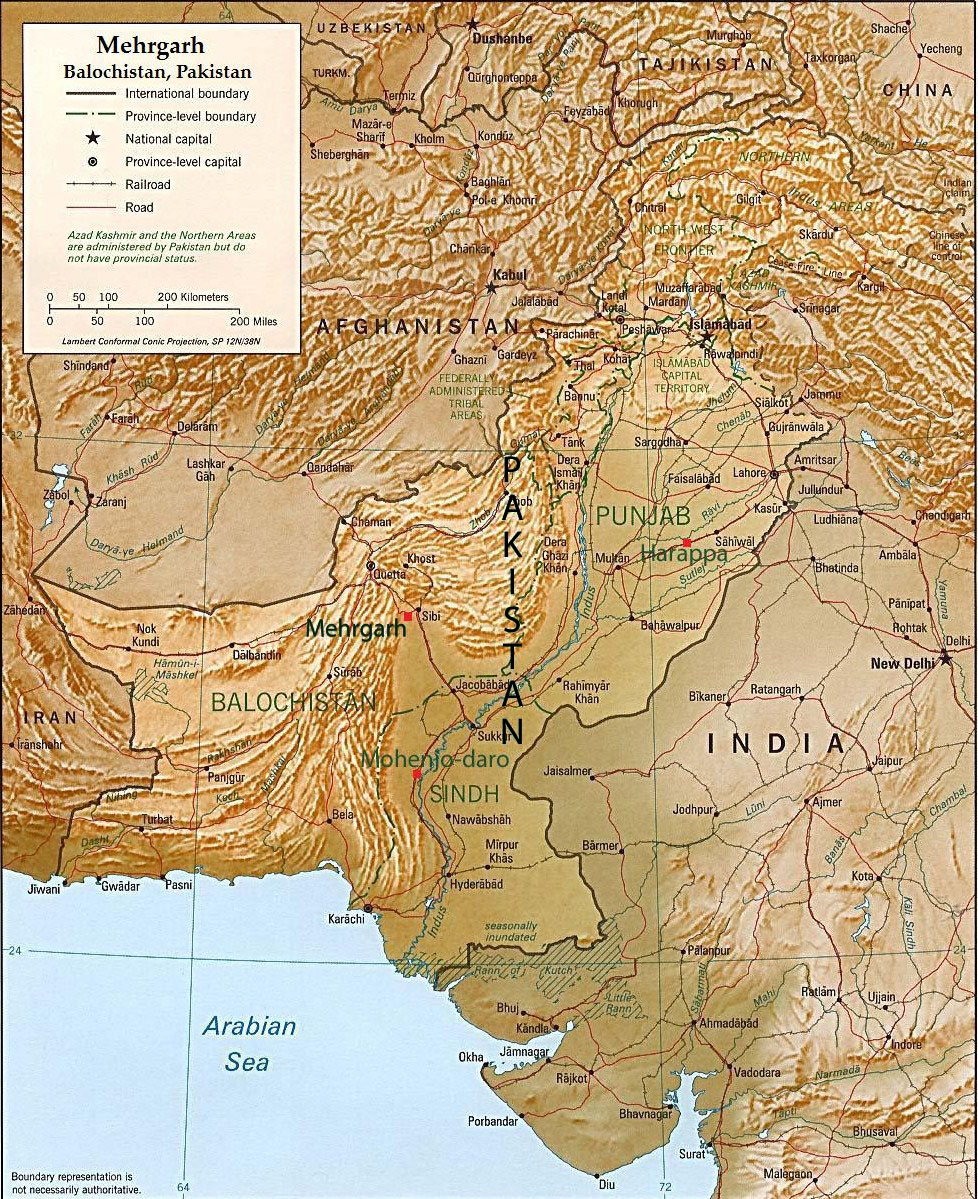

Mergar (em urdu: مہرگڑھ; romaniz.: Mehrgarh) foi um antigo assentamento localizado no Paquistão, Sul da Ásia, sendo um dos sítios arqueológicos mais importantes para o estudo dos assentamentos neolíticos mais antigos da região. É por vezes descrito como o assentamento agrário mais antigo do sul da Ásia.
1. ↑  «Stone age man used dentist drill» (em inglês). 6 de abril de 2006. Consultado em 11 de agosto de 2025
2. ↑  «Archaeological Site of Mehrgarh». whc.unesco.org. Consultado em 11 de agosto de 2025